# Livonia (geslacht)
Livonia is een geslacht van weekdieren uit de klasse van de Gastropoda (slakken).

## Soorten
- Livonia joerinkensi (Poppe, 1987)
- Livonia limpusi Bail, 1999
- Livonia mammilla (G. B. Sowerby I, 1844)
- Livonia mervcooperi Bail & Limpus, 2010
- Livonia nodiplicata (Cox, 1910)
- Livonia roadnightae (McCoy, 1881)

### Synoniemen
- Livonia quisqualis Iredale, 1957 => Livonia roadnightae (McCoy, 1881)